# Пущаровськіт
Пущаровськіт (англ. pushcharovskite) — мінерал класу фосфатів, арсенатів, ванадатів.
Назва в честь Д. Ю. Пущаровського — кристалографа, проф. Московського державного університету, Росія.

## Загальний опис
Хімічна формула: Cu(AsO3OH)∙H2O. Містить (%): H — 1,73; O — 37,46; K — 0,62; Cu — 30,36; As — 29,83. Сингонія триклінна. Видовжені таблитчасті кристали, агрегати радіально-променевої будови. Густина 3,35. Колір світло-зелений до майже безбарвного. Риса біла. Прозорий. Блиск скляний. Спайність досконала. Рідкісний другорядний мінерал, який утворюється у зоні окиснення гідротермальних поліметалевих родовищ в асоціації з тенантитом, ковеліном, гемінітом, івонітом, манертитом, арсенопіритом, бісмутом, халькопіритом, кварцом. Осн. знахідка: Кап-Гарон, Франція (Cap Garonne Mine, Le Pradet, Var, Provence-Alpes-Côte d'Azur, France).